# Aksu
För andra betydelser, se Aksu (olika betydelser).
Aksu, även kallad Aqsu, Bharuka och Po-lu-chia är en sta] på häradsnivå under prefekturen med samma namn i Xinjiang-regionen i nordvästra Kina. Den ligger omkring 650 kilometer sydväst om regionhuvudstaden Ürümqi. 
Den är administrativ huvudort för prefekturen Aksu.
Staden är belägen söder om Tianshanbergenvid Aksu-floden och har växt fram som en karavanseraj på en av Sidenvägens historiska rutter. Aksu har i dag textil- och mattindustri, jadebearbetning, blekning och metallbearbetning. Det finns förekomster av järnmalm i området. De gamla buddhistiska gravarna och grottorna kring Aksu befinner sig i ett dåligt skick.